# Арншванг
Арншванг (нім. Arnschwang) — громада в Німеччині, розташована в землі Баварія. Підпорядковується адміністративному округу Верхній Пфальц. Входить до складу району Кам.
Площа — 28,30 км2. Населення становить 2013 ос. (станом на 31 грудня 2020).